# Олуйко Віталій Миколайович
Віталій Миколайович Олуйко — український політик.
Доктор наук з державного управління, професор; депутат Хмельницької обласної ради (з 2006); голова Хмельницького обласного територіального відділення Антимонопольного комітету України. Почесний доктор наук Хмельницького національного університету.
Народився 2 січня 1961 (смт Ямпіль, Білогірський район, Хмельницька область); українець; батько Микола Федорович (1930), мати Віра Петрівна (1938) — пенсіонери; дружина Лариса Олександрівна (1960) — психолог; дочки Юлія (1982) і Тетяна (1984).
Освіта: Кам'янець-Подільський сільськогосподарський інститут (1983), інженер-механік, «Механізація сільського господарства»; Хмельницький інститут регіонального управління та права, юридичний факультет (1995—1999), юрист; кандидатська дисертація «Державна кадрова політика в регіоні України: формування та реалізація» (Українська академія державного управління при Президентові України, 2001); докторська дисертація «Кадрові процеси в державному управлінні України: стан і перспективи розвитку» (Національна академія державного управління при Президентові України, 2006).
- 09.1983-12.1984 — головний інженер, 12.1984-10.1985 — заступник голови колгоспу «Червона зірка», смт Ямпіль.
- 10.1985-10.1987 — перший секретар, Білогірського райкому ЛКСМУ.
- 10.1987-06.1991 — другий секретар, 06.-10.1991 — перший секретар Хмельницького обкому ЛКСМУ.
- 10.1991-06.1992 — голова координаційної ради Подільської спілки молоді.
- 06.1992-07.1994 — секретар Хмельницької облдержадміністрації.
- 07.1994-09.1995 — керівник справами Хмельницької облради народних депутатів.
- 09.1995-11.1998 — заступник голови з організаційно-кадрової роботи, заступник голови з організаційно-кадрової роботи та політико-правових питань — керівник секретаріату, з 11.1998 — заступник голови з організаційно-кадрової роботи та політико-правових питань — керівник апарату Хмельницької облдержадміністрації[3].
- З 06.2000 — ректор, з 04.2002 — голова наглядової ради Хмельницького інституту регіонального управління і права.
- 04.2002-08.2006 Народний депутат України, голова підкомітету з питань державного будівництва та адміністративної реформи.
- 04.-10 лютого 2005 — голова Хмельницької облдержадміністрації[4][5].
- 09.2006-12.2008 — ректор Хмельницького університету управління та права.
- з 11.2002 — Президент Благодійного фонду «Закон і справедливість».
- з 04.2006 — Академік Української Академії з наук державного управління.
- з 11.2008 — Голова Хмельницького обласного осередку Міжнародної громадської організації «Україна-Польща-Німеччина», Заступник голови Міжнародної громадської організації «Україна-Польща-Німеччина».
- з 04.2008 — Член делегації України у Конгресі місцевих і регіональних влад Ради Європи м. Страсбург (Франція)[6].
- з 06.2009 — Голова Хмельницького обласного територіального відділення Антимонопольного комітету України.

Народний депутат України 4-го скликання з квітня 2002 до квітня 2006, виборчій округ № 189, Хмельницька область, висунутий Виборчим блоком політичних партій «За єдину Україну!». «За» 44,98 %, 10 суперників. На час виборів: ректор Хмельницького інституту регіонального управління і права, член Народно-демократичної партії. Член фракції «Єдина Україна» (травень — червень 2002), член фракції НДП (червень 2002 — травень 2004, уповноважений представник фракції НДП та ПППУ (травень — грудень 2004), позафракційний (грудень 2004), член фракції НАПУ (грудень 2004 — березень 2005), член фракції НП (з березня 2005). Голова підкомітету з питань державного будівництва та адміністративної реформи Комітету з питань державного будівництва та місцевого самоврядування (з червня 2002).
Перший заступник голови Хмельницької обласної організації НДП; член Політради НДП (з 11.1998); член політвиконкому НДП (до 12.2004).
Керівник фракції «Народний блок Литвина» в Хмельницькій облраді (2006—2010).
Нагороди, почесні звання
- Почесна грамота Верховної Ради України;
- Почесна грамота Кабінету Міністрів України[7];
- Почесний знак Головдержслужби України «За сумлінну працю»;
- Почесна відзнака Конституційного суду України;
- Відзнака Держкомкордону України «За мужність в охороні державного кордону України»;
- Відзнака української православної церкви з нагоди 2000-річчя від Різдва Христового та орден Преподобного Нестора Літописця;
- Почесний знак ВЛКСМ;
- Почесне звання «Заслужений юрист України»[8].

Автор (співавтор) 98 наукових статей та 117 законопроєктів.
Видані книги
«Кадри в регіоні України: становлення та розвиток» (2001);
«Влада» (2002); «Державне управління в Україні» (2002); «Державний службовець в Україні» (2003); «Парламентське право України» (2004); «Ділове спілкування у сфері державного управління» (2005); «Ямпіль на Горині» (2005); «Кадрові процеси в державному управлінні України: стан та перспективи розвитку» (2005); «Адміністративно-територіальний устрій Поділля» (2005); «Організаційно-правові засади забезпечення національної безпеки України» (2005); «Правова абетка» (2006); «Національна безпека України» (2007); «Юридичне Поділля» (2007); «Державна кадрова політики: теоретико-методологічне забезпечення» (2008); «Основи місцевого самоврядування» (2008); «Тихомель: початок нового літописання» (2008); «Болохівська земля» (2008); «Громадські організації та органи державного управління: питання взаємовідносин» (2009); «Конкуренція на подільських землях: історія та сучасність» (2010); «Енциклопедія економічної конкуренції» (2011); «Посібник з питань партисипативної демократії на місцевому рівні» (2011) «Адвокатування конкуренції на соціально-важливих ринках Хмельницької області» (2012), «Імітація бурхливої діяльності або з нічого й вийде ніщо» Відкрита лекція (2012), «Історія державної влади» (2012), «Економічна конкуренція та антимонопольне регулювання в Україні» (2015), «Свята Криничка» (2015)
Захоплення: нумізматика, спорт, рибальство.